# Museo e centro di documentazione della civiltà villanoviana
Il MUV - Museo e Centro di documentazione della civiltà villanoviana è un museo archeologico ospitato nell'ex fienile del complesso rurale di Casa Sant'Anna a Villanova di Castenaso, frazione di Castenaso, città metropolitana di Bologna.

## Storia e descrizione
Il MUV - Museo e Centro di documentazione della civiltà villanoviana è stato inaugurato nel 2009 ed è ospitato nell'ex fienile del complesso rurale di Casa Sant'Anna a Villanova di Castenaso.
Il museo sorge nel luogo dove il conte archeologo bolognese Giovanni Gozzadini, fra il 1853 e il 1856, scoprì le tracce della fase più antica della civiltà etrusca, sviluppatasi tra gli inizi del I millennio a.C. e gli ultimi decenni dell'VIII secolo a.C., fino ad allora sconosciuta in Italia, a cui lo stesso Gozzadini dette il nome di "Villanoviana" dal nome di Villanova.
Al conte Gozzadini, difatti, faceva capo anche il cosiddetto predio di Casa Sant'Anna, un complesso rurale costituito da una serie di edifici, tra cui un fienile e un forno-pollaio, realizzati agli inizi del XX secolo, oggi di proprietà del comune di Castenaso. Proprio da questi due edifici si è pensato di trarne un "Centro Villanoviano".
Dopo un intervento di restauro, che permise di riportare le due costruzioni all'aspetto originario, il giorno 8 maggio 2009 è stato inaugurato il MUV, ovvero il Museo della Civiltà Villanoviana, che raccoglie i reperti degli scavi di Marano di Castenaso e delle zone circostanti.
I principali reperti delle necropoli dell'area sono a lungo stati conservati in tre musei:
- il Museo civico archeologico di Bologna;
- il Museo della preistoria Luigi Donini di San Lazzaro di Savena;
- il Museo civico archeologico paleoambientale di Budrio

Nel 2015 parte dei reperti del Museo civico archeologico di Bologna sono tornati a Castenaso.
Nel 2018 è stata inaugurata una capanna capanna nel giardino adiacente agli edifici, ricostruita sullo stile di quelle della prima età del Ferro.

## Necropoli etrusche
Giovanni Gozzadini eseguì gli scavi fra il 1853 e il 1856.
Alle rilevazioni nelle necropoli dell'Età del ferro di Villanova diede una mano anche la moglie del Gozzadini, Maria Teresa di Serego-Allighieri, disegnando i rilievi delle sepolture e dei corredi e collaborando al restauro di alcuni reperti.

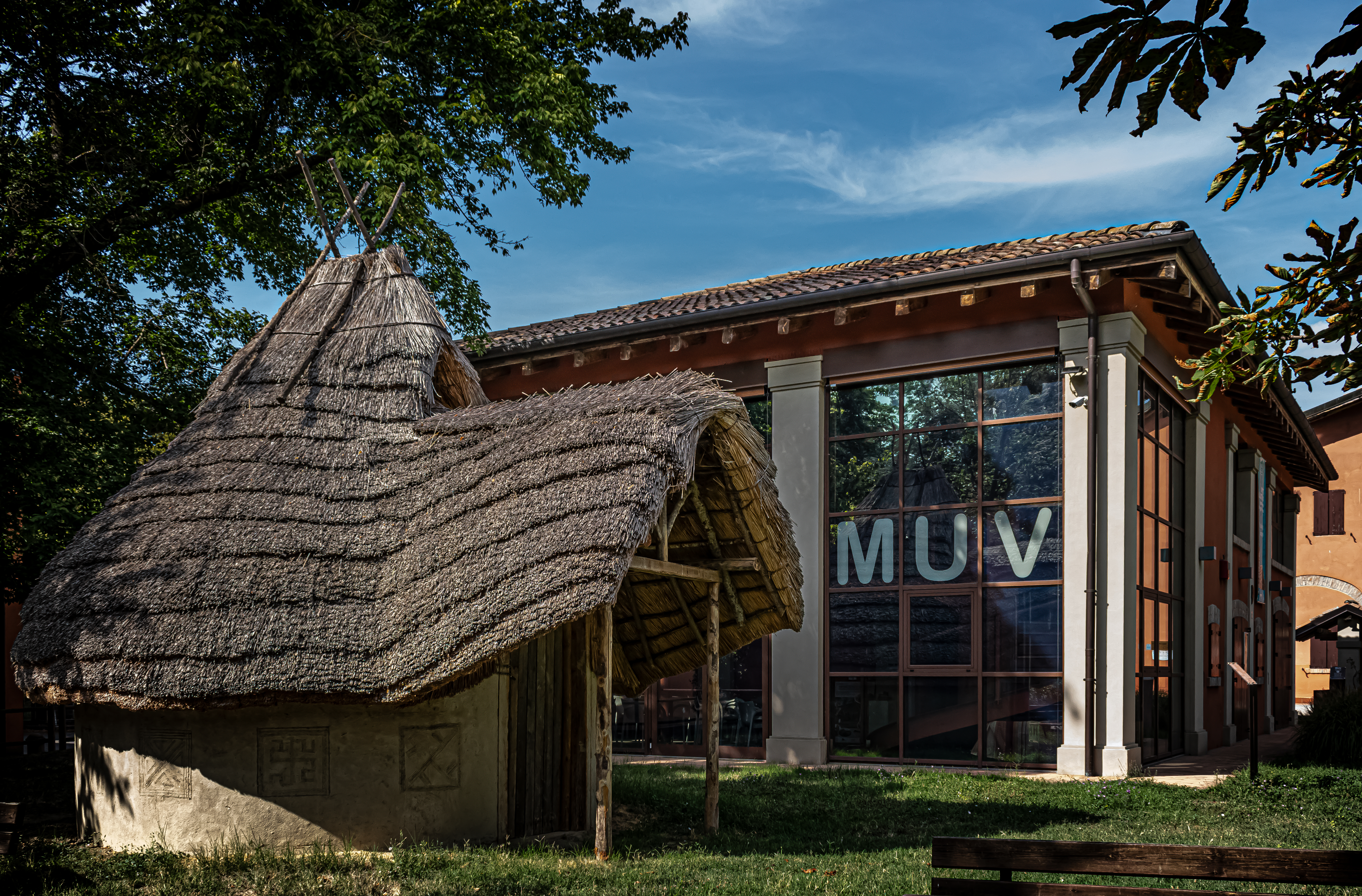
La capanna villanoviana
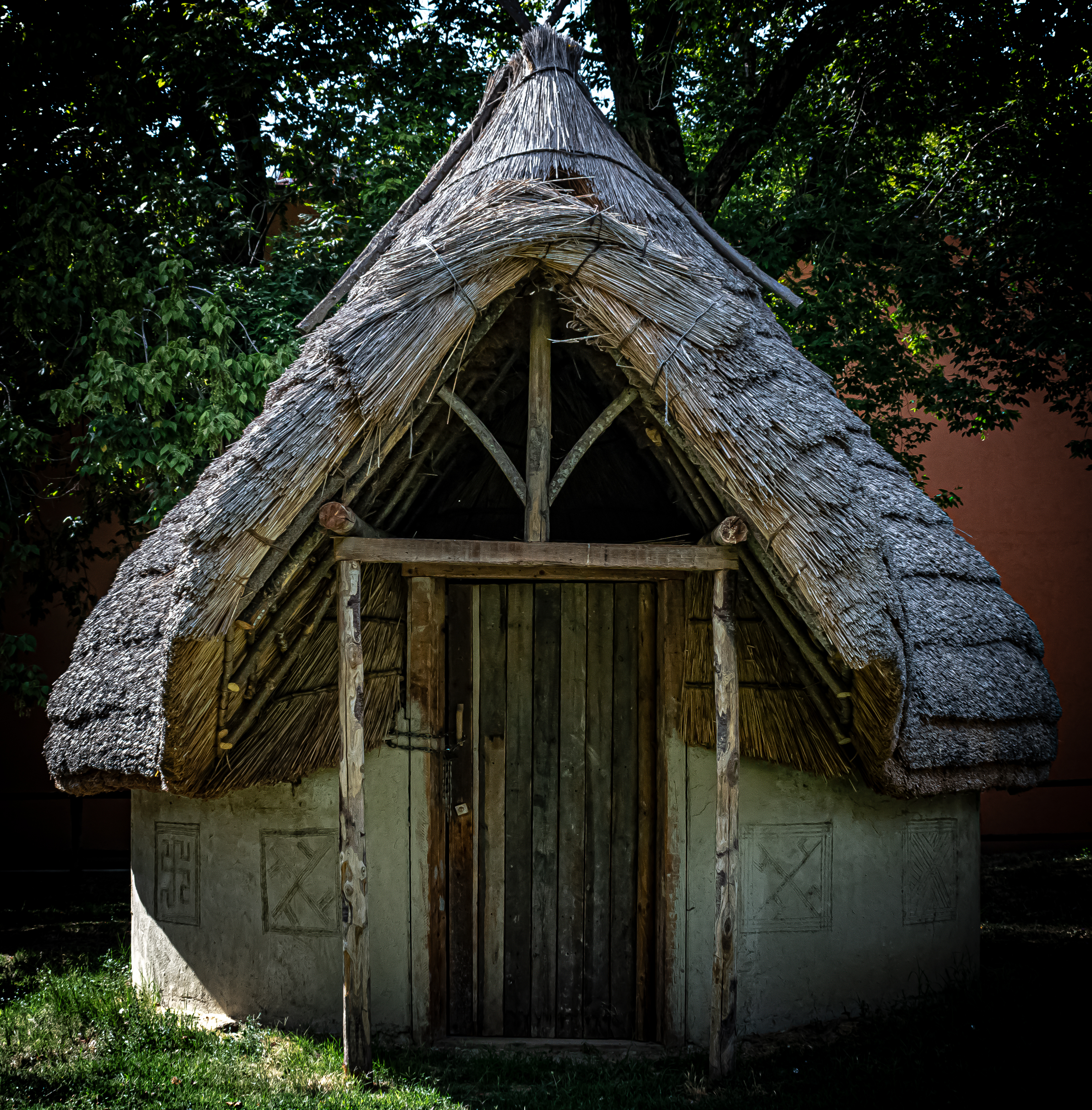
La capanna villanoviana
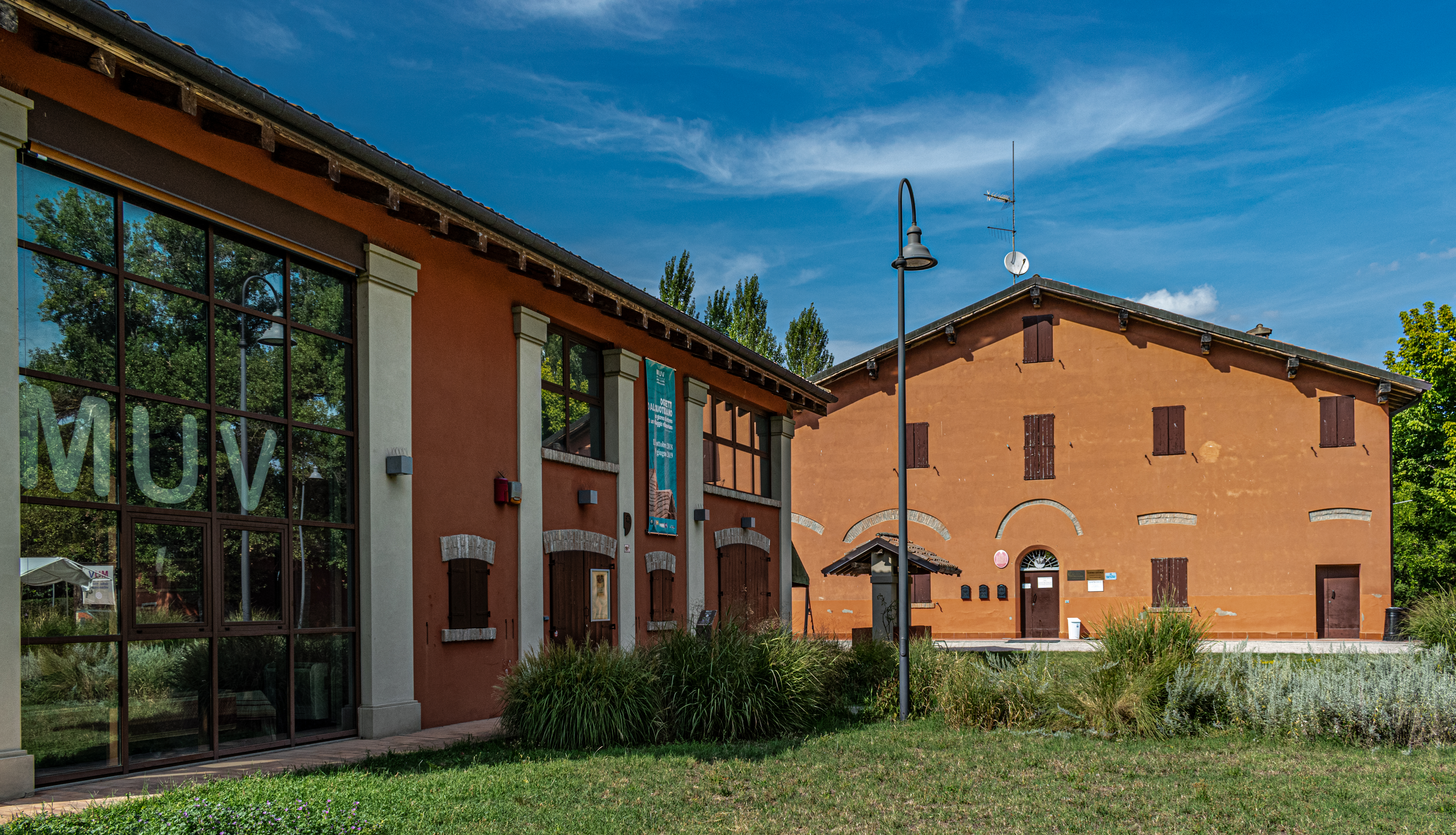
Il complesso rurale del predio di Casa Sant'Anna
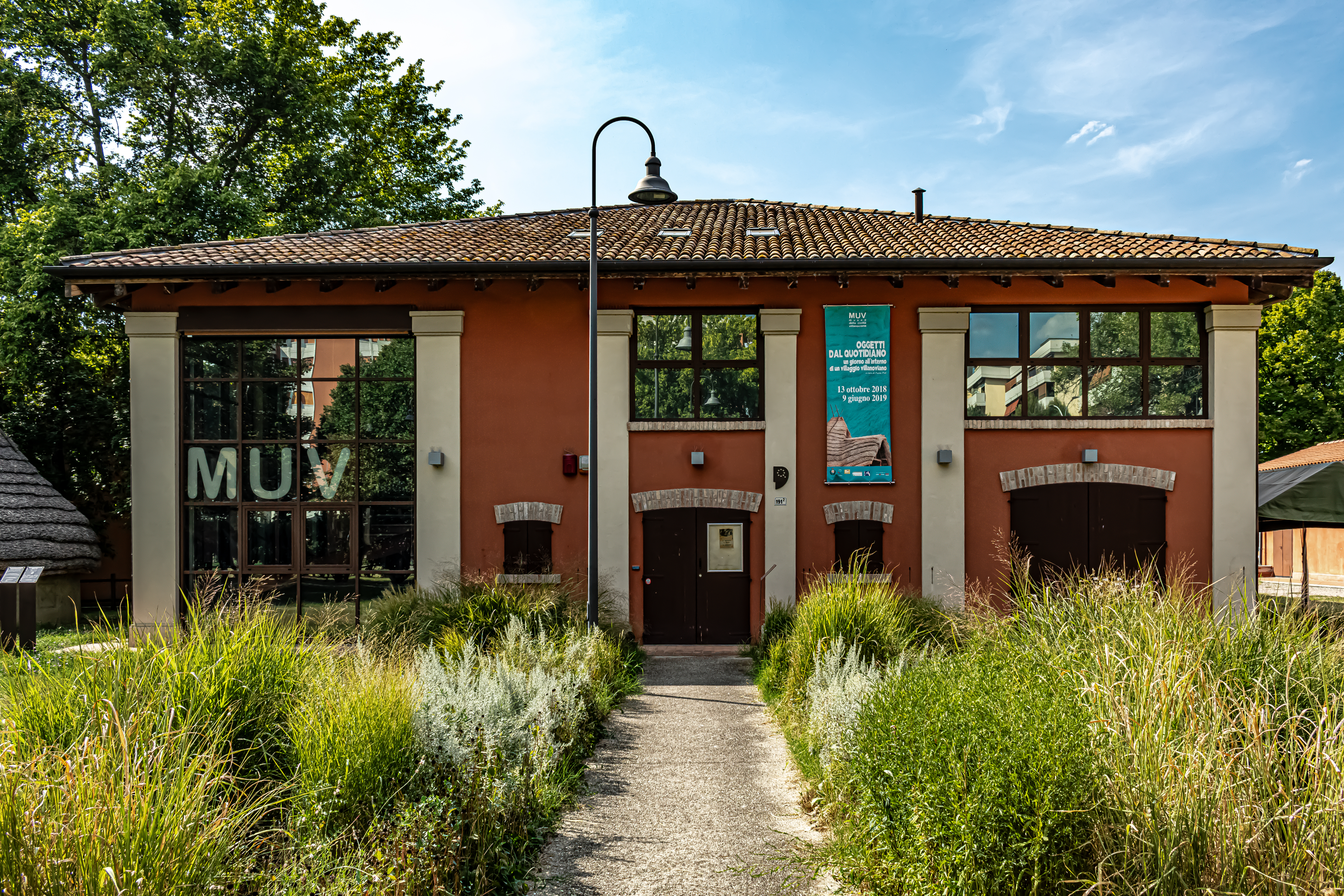
Ingresso del museo